# Psi Ursae Majoris
Psi Ursae Majoris (ψ UMa / 52 Ursae Majoris / HD 96833) es una estrella de magnitud aparente +3,01, la séptima más brillante en la constelación de la Osa Mayor. Ocasionalmente recibe el nombre Ta Tsun, de origen chino, que supuestamente significa "la gran jarra de vino". Se encuentra a 147 años luz de distancia del sistema solar.
Psi Ursae Majoris es una gigante naranja de tipo espectral K1III. Tiene una temperatura de 4545 K y una luminosidad 170 veces mayor que la del Sol, una gran parte de su luz proveniente de la zona infrarroja del espectro. A partir de estos valores se puede deducir su radio, 21 veces mayor que el radio solar, que concuerda con el valor obtenido a partir de la medida directa de su diámetro angular —20 radios solares—.
Al igual que otras estrellas gigantes, Psi Ursae Majoris gira lentamente sobre sí misma, con una velocidad de rotación en su ecuador de 1,1 km/s —la mitad de la del Sol—, siendo este el límite inferior. Considerando su eje de rotación perpendicular a la línea de visión, necesita 2,6 años para completar una vuelta. Tiene una metalicidad similar a la solar. Comenzó su vida hace unos 300 millones de años como una estrella blanco-azulada de la secuencia principal de tipo B7 y finalizará sus días como una enana blanca masiva de unas 0,7 masas solares.